# ヴィルヘルム・シッカート

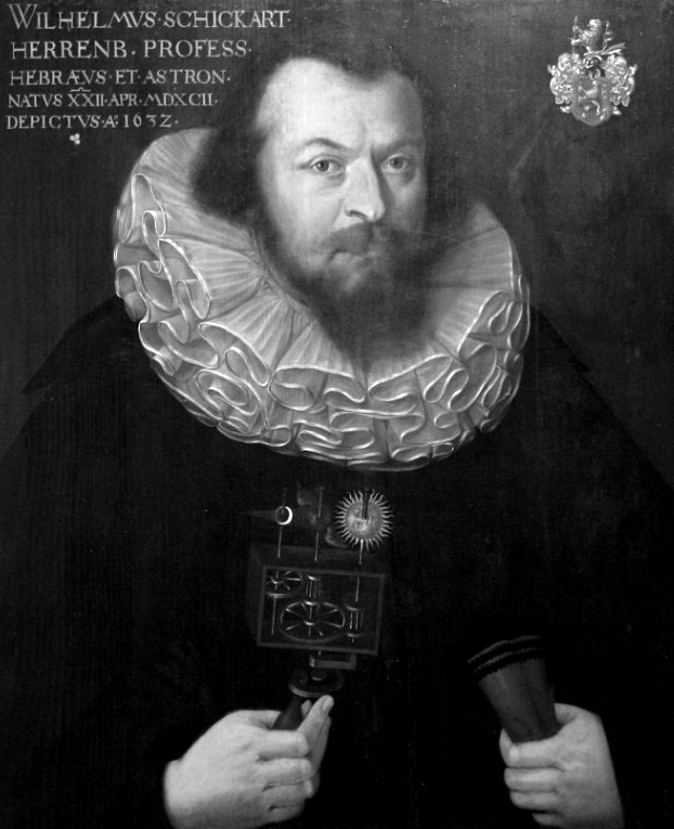
ヴィルヘルム・シッカート

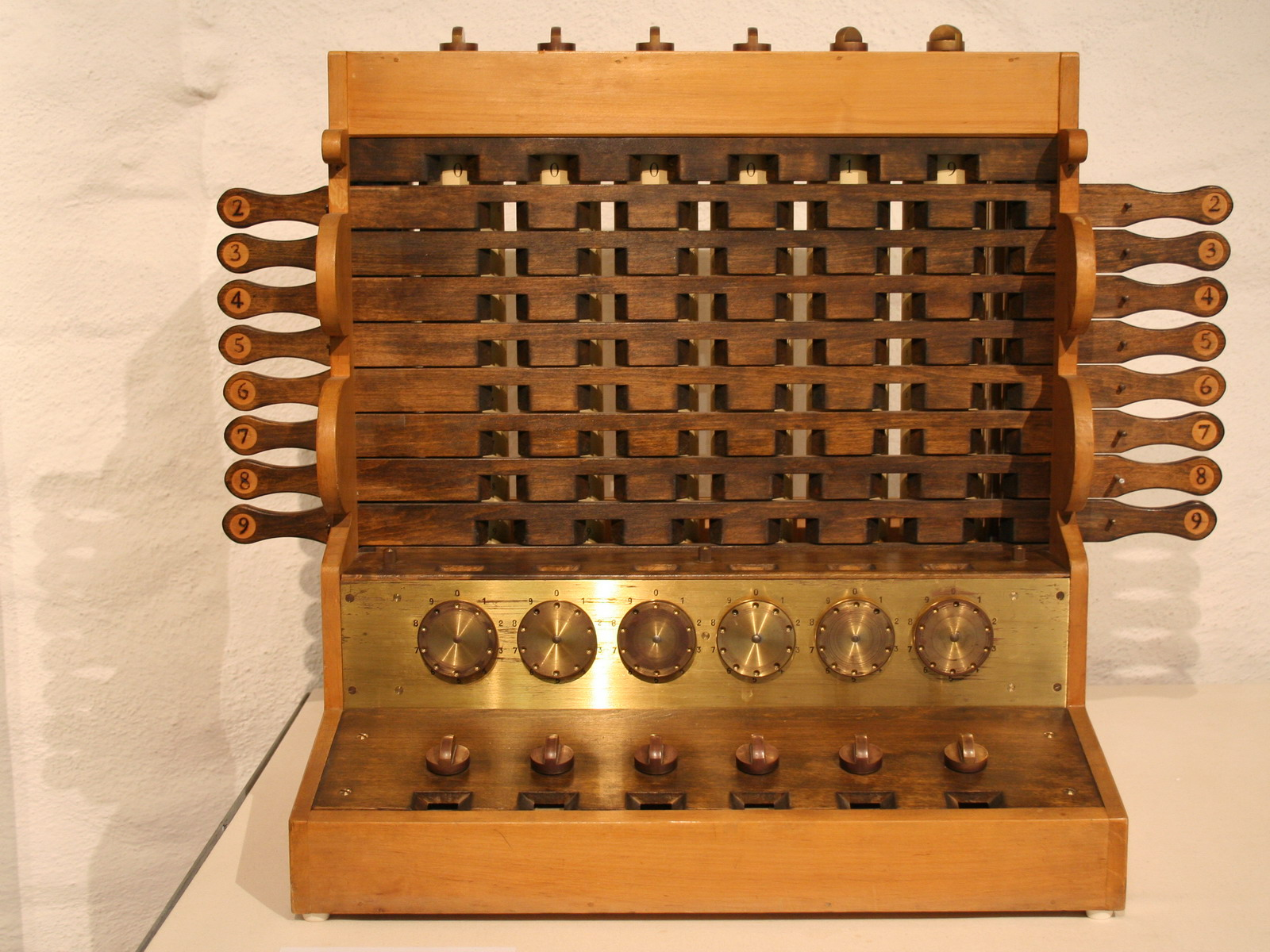
復元されたシッカートの計算機

ヴィルヘルム・シッカート（Wilhelm Schickard、1592年4月22日 - 1635年10月24日）は、世界で最初に自動計算機を作った。テュービンゲン大学のヘブライ語の教授。
生まれはドイツのヘレンベルク(Herrenberg) で、テュービンゲン(Tübingen) で亡くなった。
同時代の人は、彼が作製した機械を計算する時計(Calculating Clock)と呼んだ。
それは、ブレーズ・パスカルのパスカリーヌとゴットフリート・ライプニッツの計算機よりも機能は少ないが、20年先行していた。シッカートがヨハネス・ケプラーにあてた手紙では、どのように天体計算(astronomical tables)にそのマシンを使うかを示していた。マシンの作製には彼が専門としたヘブライ語の文法も大きく関係している。この計算機は、6桁の加減算およびオーバーフロー時のベル鳴動、複数のネピアの骨を使った、より込み入った計算(乗算)が出来た。デザインは20世紀まで失われていたが、1960年にそのレプリカが作られた。
しかし、シッカートの計算機は、プログラム可能ではなかった。最初の、プログラム可能なコンピュータの構想・製作（未完成）は、おおよそ200年後になる(バベッジが作成したもの)。そして、最初の、プログラム可能なコンピュータの製作・実働は300年以上後になる(コンラート・ツーゼの Z3、1941年)。
月のシッカートクレーターに命名されている。